# Okręty podwodne typu Pluviôse
Okręty podwodne typu Pluviôse – francuskie oceaniczne okręty podwodne z początku XX wieku i okresu I wojny światowej. W latach 1906–1911 w stoczniach Arsenal de Cherbourg w Cherbourgu, Arsenal de Rochefort w Rochefort i Arsenal de Toulon w Tulonie zbudowano 18 jednostek tego typu. Okręty charakteryzowały się wypornością od 396 do 404 ton w położeniu nawodnym i od 551 do 553 ton pod wodą, a ich główną bronią było sześć lub osiem torped kalibru 450 mm wystrzeliwanych z siedmiu lub sześciu wyrzutni. Napędzane maszynami parowymi jednostki rozwijały na powierzchni prędkość 12 węzłów, osiągając zasięg 1500 Mm przy prędkości 9 węzłów.
Okręty zostały wcielone w skład Marine nationale w latach 1908–1911. Jednostki służyły na Oceanie Atlantyckim i Morzu Śródziemnym. Dwa zostały zatopione przed wybuchem wojny – „Pluviôse” i „Vendémiaire” (ten pierwszy podniesiono i przywrócono do służby), a cztery utracono podczas działań wojennych („Fresnel”, „Monge”, „Prairial” i „Floréal”). Pozostałe skreślono z listy floty w końcu 1919 roku i następnie złomowano.

## Projekt i budowa
W przyjętym 9 grudnia 1900 roku przez Parlament Francji „Prawie o flocie” znalazł się zapis o budowie 26, a po późniejszych zmianach aż 44 okrętów podwodnych. W 1901 roku zamówiono 20 niewielkich jednostek typu Naïade, jednak były to okręty o niewielkiej wartości bojowej. Kolejny typ okrętów zbudowanych w ramach programu – Sirène – zaprojektował inż. Maxime Laubeuf, ulepszając swój pierwszy udany projekt („Narval”). Pojawienie się możliwych do zamontowania na okrętach podwodnych silników wysokoprężnych zaowocowało skonstruowaniem przez Laubeufa jednostek typu Aigrette. Ministerstwo Floty popierało wysiłki konstruktorów, dążąc do wcielenia do Marine nationale jak największej liczby pełnomorskich i silnie uzbrojonych jednostek. Efektem tego było powstanie sześciu okrętów typu Émeraude (konstrukcji inż. Gabriela Maugasa) oraz dwóch typu Circé (projektu Laubeufa).
Dalszą rozbudowę sił podwodnych hamowała jednak dostępność silników wysokoprężnych, które Francja musiała zamawiać u swojego głównego wroga na kontynencie europejskim – w Niemczech. Aby uniezależnić się od dostaw niemieckich jednostek napędowych, Minister Floty wydał Laubeufowi polecenie zaprojektowania ulepszonych w stosunku do typu Circé okrętów, jednak napędzanych na powierzchni sprawdzonymi i dostępnymi silnikami parowymi. Rozwiązanie to traktowano jako tymczasowe – jednostki miały zostać przebudowane na spalinowe, gdy tylko francuski przemysł dostarczy wystarczającą liczbę niezawodnych silników Diesla. Okręty podwodne z napędem parowym, oprócz zalet takich jak duża prędkość nawodna i niezawodność, miały wiele wad: zwiększoną wyporność spowodowaną masą i wielkością siłowni, znacznie mniejszy zasięg oraz długi czas zanurzania, spowodowany koniecznością zatrzymania maszyn i kotłów. Zamówiono jednak aż 18 okrętów nowego rodzaju, nazwanego od prototypowej jednostki typem Pluviôse, co stanowiło najliczniejszą we francuskiej flocie podwodnej serię do czasu zbudowania w okresie międzywojennym 31 okrętów typu Redoutable.
Spośród osiemnastu okrętów typu Pluviôse dziewięć zbudowanych zostało w stoczni Arsenal de Cherbourg w Cherbourgu, sześć w stoczni Arsenal de Rochefort w Rochefort i trzy w stoczni Arsenal de Toulon w Tulonie. Stępki okrętów położono w latach 1906–1908, a zwodowane zostały w latach 1907–1910. Nazwy okrętów nawiązywały do miesięcy we francuskim kalendarzu rewolucyjnym (9 jednostek) oraz wybitnych naukowców i wynalazców (także 9 jednostek) . Okręty otrzymały numery taktyczne Q51-Q59, Q64-Q69 i Q75-Q77 .
| Okręt               | Stocznia             | Położenie stępki     | Wodowanie            | Wejście do służby    | Los                                                             |
| ------------------- | -------------------- | -------------------- | -------------------- | -------------------- | --------------------------------------------------------------- |
| „Pluviôse” (Q51)    | Arsenal de Cherbourg | 25 maja 1906         | 27 czerwca 1907      | 5 października 1908  | zatopiony 26 maja 1910, podniesiony, wycofany 12 listopada 1919 |
| „Ventôse” (Q52)     | Arsenal de Cherbourg | 25 maja 1906         | 15 września 1907     | 5 października 1908  | wycofany 1 grudnia 1919                                         |
| „Germinal” (Q53)    | Arsenal de Cherbourg | 25 maja 1906         | 7 grudnia 1907       | 30 grudnia 1908      | wycofany 1 grudnia 1919                                         |
| „Floréal” (Q54)     | Arsenal de Cherbourg | 1 marca 1907         | 18 kwietnia 1908     | 16 czerwca 1909      | zatonął 2 sierpnia 1918                                         |
| „Prairial” (Q55)    | Arsenal de Cherbourg | 1 marca 1907         | 26 września 1908     | 19 czerwca 1909      | zatonął 29 kwietnia 1918                                        |
| „Messidor” (Q56)    | Arsenal de Cherbourg | 1 marca 1907         | 24 grudnia 1908      | 30 listopada 1909    | wycofany 12 listopada 1919                                      |
| „Thermidor” (Q57)   | Arsenal de Cherbourg | 2 marca 1908         | 3 lipca 1909         | 13 lipca 1910        | wycofany 12 listopada 1919                                      |
| „Fructidor” (Q58)   | Arsenal de Cherbourg | 2 marca 1908         | 13 listopada 1909    | 29 czerwca 1910      | wycofany 12 listopada 1919                                      |
| „Vendémiaire” (Q59) | Arsenal de Cherbourg | 2 marca 1908         | 7 lipca 1910         | 4 lutego 1911        | zatopiony 8 czerwca 1912                                        |
| „Papin” (Q64)       | Arsenal de Rochefort | 5 maja 1906          | 4 stycznia 1908      | 1 września 1909      | wycofany w 1919                                                 |
| „Fresnel” (Q65)     | Arsenal de Rochefort | 1 października 1906  | 16 czerwca 1908      | 22 lutego 1911       | zatopiony 5 grudnia 1915                                        |
| „Berthelot” (Q66)   | Arsenal de Rochefort | 8 kwietnia 1907      | 18 maja 1909         | 1 lutego 1910        | wycofany 1 grudnia 1919                                         |
| „Monge” (Q67)       | Arsenal de Toulon    | 17 maja 1906         | 31 grudnia 1908      | 2 sierpnia 1910      | zatopiony 29 grudnia 1915                                       |
| „Ampère” (Q68)      | Arsenal de Toulon    | 22 listopada 1906    | 30 października 1909 | 1 listopada 1910     | wycofany 12 listopada 1919                                      |
| „Gay-Lussac” (Q69)  | Arsenal de Toulon    | 11 października 1906 | 17 marca 1910        | 14 stycznia 1911     | wycofany 1 grudnia 1919                                         |
| „Watt” (Q75)        | Arsenal de Rochefort | 19 sierpnia 1907     | 18 czerwca 1909      | 15 marca 1910        | wycofany 1 grudnia 1919                                         |
| „Cugnot” (Q76)      | Arsenal de Rochefort | 1 lutego 1908        | 14 października 1909 | 10 września 1910     | wycofany 1 grudnia 1919                                         |
| „Giffard” (Q77)     | Arsenal de Rochefort | 3 września 1908      | 10 lutego 1910       | 13 października 1910 | wycofany 1 grudnia 1919                                         |

## Dane taktyczno-techniczne

### Charakterystyka ogólna
Jednostki typu Pluviôse były średniej wielkości oceanicznymi okrętami podwodnymi o konstrukcji dwukadłubowej. Długość całkowita wynosiła od 51,12 do 52,15 metra (50,75 metra między pionami i od 50,04 do 51,37 metra na wodnicy), szerokość od 4,955 do 5,42 metra, a średnie zanurzenie 3,045 metra (na rufie 3,153 metra). Wykonany ze stali o wytrzymałości 50 kG/cm² kadłub sztywny miał 43,781 metra długości i 3,8 metra szerokości, ukształtowany z pasów o grubości od 12 do 16 mm. Wysokość (od stępki do szczytu kiosku) wynosiła 5,782 metra; luk wejścia do kiosku znajdował się 2,55 metra nad wodnicą. Powierzchnia przekroju wodnicowego przy wyporności normalnej wynosiła 453 m². Kadłub lekki otaczał na całej długości kadłub sztywny, z wyjątkiem śródokręcia, gdzie nie obejmował jego dolnej części wraz ze stępką. Między kadłubem sztywnym a lekkim znajdowały się zbiorniki balastowe, po osiem na każdą burtę. Napełnianie zbiorników odbywało się poprzez zawory denne, a za usuwanie powietrza podczas napełniania odpowiadały zawory odpowietrzające o średnicy 100 mm (po jednym na zbiornik). Czas napełniania wszystkich zbiorników wynosił 4 minuty, a mogły one pomieścić 149 ton wody (wraz ze zbiornikami wyrównawczymi). Oproznianie zbiorników z wody odbywało się za pomocą dwóch elektrycznych pomp odśrodkowych Maginot o wydajności 150 m³/h; w przedziale dziobowym znajdowały się też dwie butle ze sprężonym powietrzem o pojemności 17 i 35 litrów. Umieszczony w stępce balast awaryjny miał masę czterech ton. Dwa zbiorniki wody słodkiej o pojemności 1800 lub 2200 litrów znajdowały się odpowiednio w kadłubie sztywnym lub na zewnątrz, a w luku między maszynami znajdował się rezerwowy cylindryczny zbiornik na 1280 litrów; trzy zbiorniki wyrównawcze miały pojemność od 3370 do 3950 litrów, a zbiornik zastępczy montowany na dziobie zamiast torpedy na jednostkach bez dziobowej wyrzutni torped mieścił 530 litrów.
Wnętrze okrętu podzielone było na sześć pomieszczeń: I – przedział dziobowy, mieszczący kubryk marynarzy i dziobową wyrzutnię torpedową; II – przedział baterii akumulatorów; III – przedział centralny, podzielony wzdłużną grodzią na dwie części, mieszczące mesę oficerską (po lewej) i główne stanowisko dowodzenia (po prawej); IV – przedział maszynowni, mieszczący kotły, maszynę parową, zbiornik paliwa i toaletę; V – przedział silników elektrycznych i sprężarek i VI – przedział rufowy, mieszczący kubryk podoficerski. Pomieszczenie oficerskie wyposażone było w dwie koje, dwie szafy, dwie umywalki, płytę elektryczną i stół; w dziobowym kubryku znajdowało się osiem odchylanych koi, sześć hamaków, dwie umywalki i rozkładany stół, a w kubryku rufowym zamontowano cztery odchylane koje, umywalkę i rozkładany stół. Do wnętrza kadłuba jednostki prowadziły cztery luki: jeden w przedziale baterii akumulatorów, jeden w dziobowej części przedziału maszynowni, luk komina i luk roboczy.
Wyporność w położeniu nawodnym wynosiła od 396 do 404 ton, a w zanurzeniu od 551 do 553 ton. Zapas pływalności wynosił 27%.
Sterowanie odbywało się za pomocą trzech rufowych sterów kierunku (głównego, górnego i dolnego) o łącznej powierzchni 6,2169 m² oraz trzech par sterów zanurzenia (dziobowych, śródokręcia i rufowych) o powierzchni odpowiednio 5,199 m², 6,5182 m² i 5,5644 m². Stery głębokości poruszane były ręcznie lub z wykorzystaniem napędu elektrycznego. Dopuszczalna głębokość zanurzenia wynosiła 40 metrów , a czas wykonania manewru zanurzenia 4,5–5 minut.
Załoga okrętu składała się z 2 oficerów oraz 23 podoficerów i marynarzy.

### Urządzenia napędowe
Okręty napędzane były na powierzchni przez dwie trzycylindrowe nawrotne maszyny parowe potrójnego rozprężania z wymuszonym smarowaniem, produkcji zakładów w Saint-Denis. Średnica cylindra wysokiego ciśnienia wynosiła 225 mm, cylindra średniego ciśnienia – 340 mm, a cylindra niskiego ciśnienia 550 mm; skok tłoka wynosił 270 mm. Łączna maksymalna moc maszyn wynosiła 700 KM przy 400 obr./min i ciśnieniu roboczym pary 15,5 kG/cm². Parę dostarczały dwa dwuwalczakowe, jednopaleniskowe kotły du Temple ze zwrotnym przepływem spalin, o maksymalnym dopuszczalnym ciśnieniu 16,5 kG/cm². Spaliny trafiały do wspólnego stacjonarnego komina o średnicy 620 mm, umieszczonego w wodoszczelnej osłonie wychodzącej na wysokość jednego metra powyżej kadłuba sztywnego, w którym zamontowany był wysuwany komin tej samej wysokości. Każda z maszyn poprzez oddalone od siebie o 1,4 metra linie wałów napędzała trójskrzydłową śrubę wykonaną z brązu. Średnica śruby wynosiła 1,5 metra, a średni skok 1,084–1,085 metra; śruby były przeciwbieżne – prawoburtowa obracała się w prawo, a lewoburtowa w lewo.
W przedziale siłowni prócz maszyn parowych i kotłów znajdowały się także dwie pompy próżniowe napędzane bezpośrednio z maszyn o łącznej wydajności 233,3 m³/h, dwie odśrodkowe pompy obiegowe z napędem elektrycznym o mocy 134 kW o łącznej wydajności 300 m³/h, cztery pompy zasilające napędzane bezpośrednio z maszyn o łącznej wydajności 18 200 m³/h i dwa skraplacze rurowe o łącznej powierzchni chłodzącej 70,32 m². Zbiorniki paliwa mieściły się w kadłubie sztywnym pod głównym pokładem: dwa (o pojemności 8250 litrów i 2560 litrów) pod pomieszczeniem siłowni, a trzeci mieszczący 1250 litrów pod głównym stanowiskiem dowodzenia. Jako rezerwę paliwo można było też przewozić w dziobowej grupie zbiorników balastowych nr 1 o łącznej pojemności 3900 litrów oraz w rufowej grupie zbiorników balastowych nr 4 o łącznej pojemności 11 500 litrów. Maksymalny zapas paliwa wynosił więc 27 710 litrów (24,939 tony).
Napęd podwodny zapewniały dwa jednotwornikowe silniki elektryczne produkcji firm Brequet z Paryża lub Compagnie Générale Électrique z Nancy. Prędkość obrotowa wynosiła od 160 do 560 obr./min, a regulowana była poprzez zmianę napięcia (nominalnie 230 V). Każdy z silników połączony był z baterią akumulatorów; mógł je ładować jako generator elektryczny napędzany przez maszynę parową. Łączna moc silników elektrycznych wynosiła 450 KM. Energia elektryczna magazynowana była w dwóch bateriach akumulatorów produkcji zakładów T.E.M., Tudor lub Fulmen d’Arsonval po 124 ogniwa.
Prędkość maksymalna na powierzchni wynosiła 12 węzłów, a w zanurzeniu 8 węzłów. Zasięg wynosił 1500 Mm przy prędkości 9 węzłów (lub 900 Mm przy prędkości 12 węzłów) w położeniu nawodnym oraz 50 Mm przy prędkości 5 węzłów pod wodą.

### Uzbrojenie
Według pierwotnych planów okręty miały być wyposażone w siedem wyrzutni torped kalibru 450 mm: jedną wewnętrzną na dziobie, odchyloną o 2° w górę (zdemontowaną na większości okrętów po 1909 roku po wypadku na „Fresnelu” - okręt został zalany przez wodę, która dostała się do wnętrza kadłuba przez dziobową wyrzutnię torped), dwie zewnętrzne po obu stronach kiosku (odchylone o 7° od osi symetrii okrętów), dwie zewnętrzne na rufie (odchylone o 5° od osi symetrii okrętów) i umieszczone na pokładzie rufowym dwie zewnętrzne systemu Drzewieckiego, z łącznym zapasem ośmiu torped modèle 1906 (okręty z dziobową wyrzutnią przenosiły zapasową torpedę w przedziale dziobowym pod kubrykiem załogi; pozostałe miały sześć torped, po jednej w każdej wyrzutni). Torpeda miała długość 5,07 metra, a jej masa wynosiła 646 kg.

### Wyposażenie
Okręty wyposażone były w dwa peryskopy – dzienny i nocny. Peryskop dzienny miał długość 5,8 metra i po podniesieniu wystawał 4 metry ponad poziom kiosku; podnoszenie i opuszczanie realizowane było za pomocą napędu elektrycznego z prędkością 0,4–0,45 m/s. Peryskop nocny miał długość 2,5 metra i umieszczony był na dachu sterówki; podnoszony był ręcznie za pomocą kołowrotu.
Na pokładach zainstalowano dwa kompasy: jeden mokry na rufie, umieszczony w naktuzie i drugi w dziobowej części sterówki, zamknięty w otwartej od dołu skrzyni, którego wskazania można było obserwować także z wnętrza kiosku i z wnętrza kadłuba. W dziobowej części kiosku były umieszczone elektryczne, zamknięte w wodoszczelnych obudowach światła nawigacyjne w kolorach zielonym i czerwonym. Okręty wyposażone były również w kotwicę czterołapową o masie 283 kg, z łańcuchem o długości 100 metrów, podnoszoną za pomocą kabestanu z silnikiem elektrycznym Couffinhal. Na pokładach znajdowały się też dwie szalupy Berthona (ang. Berthon Boat) o długości 3,67 metra każda, a także awaryjna mosiężna boja, która mogła być uwolniona z głównego stanowiska dowodzenia i połączona z aparatem telefonicznym. Ogrzewanie zapewniały cztery grzejniki elektryczne, zasilane prądem o napięciu 115 V.

## Służba

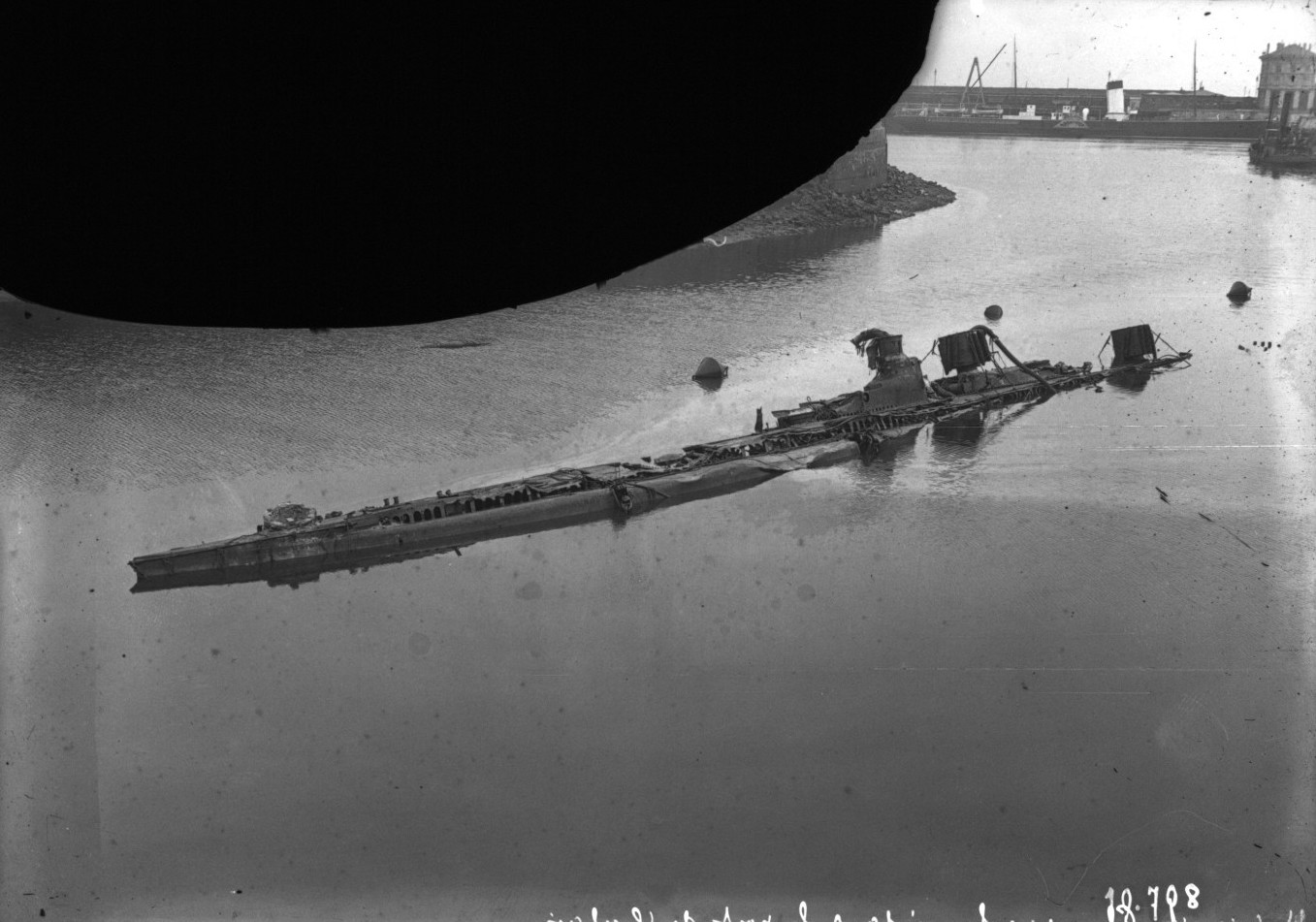
„Pluviôse” po podniesieniu w Calais w 1910 roku

Okręty typu Pluviôse zostały wcielone do służby w Marine nationale w latach 1908–1911. 26 maja 1910 roku „Pluviôse”, dowodzony przez kpt. mar. Maurice’a Callota wyszedł z Calais na ćwiczenia i płynąc w zanurzeniu został staranowany i zatopiony z całą, liczącą 27 osób załogą przez bocznokołowy statek pasażersko-towarowy „Pas-de-Calais” (2000 BRT). Jednostkę podniesiono 19 czerwca 1910 roku, dwa dni później wydobywając ciała poległych (22 czerwca odbył się ich uroczysty pogrzeb). 25 czerwca okręt trafił do stoczni, gdzie go wyremontowano i z powrotem wcielono do aktywnej służby.
W 1912 roku zmieniono taktykę użycia jednostek typu Pluviôse, które wraz z okrętami typu Brumaire miały prowadzić działania ofensywne wraz z siłami głównymi floty. Od tej pory okręty podwodne zgrupowano w liczące trzy jednostki dywizjony (okrętem flagowym dywizjonu był wyposażony w radiostację niszczyciel).
Rankiem 8 czerwca 1912 roku „Vendémiaire”, „Floréal” i „Messidor” wyszły z Cherbourga, by wziąć udział w ćwiczebnym ataku na siły 3. Eskadry (w składzie sześciu pancerników i trzech krążowników), operujących w pobliżu półwyspu Cotentin. „Vendémiaire” po przeprowadzeniu ćwiczebnego ataku torpedowego na przeddrednot „Saint Louis” został po 15 minutach staranowany i zatopiony wraz z całą, 24-osobową załogą przez pancernik nieopodal przylądka La Hague.
Tuż przed wybuchem I wojny światowej większość okrętów typu Pluviôse znalazła się w składzie 1. Flotylli okrętów podwodnych z bazą w Cherbourgu („Pluviôse”, „Prairial”, „Floréal”, „Ventôse”, „Germinal”, „Fructidor”, „Watt”, „Giffard” i „Berthelot”), a pozostałe przynależały do bazującej w Tulonie 1. Flotylli okrętów podwodnych („Ampère”, „Cugnot”, „Fresnel”, „Gay-Lussac”, „Messidor”, „Monge” i „Papin”).

### I wojna światowa

#### Północny teatr działań wojennych
Mobilizacja francuskiej floty rozpoczęła się 29 sierpnia 1914 roku, a wchodzące w skład 2. Lekkiej Eskadry okręty podwodne 1. i 3. Flotylli rozpoczęły dzienne patrole defensywne na wodach wokół Cherbourga. 3 sierpnia – w dniu rozpoczęcia działań wojennych – całość sił 1. Flotylli wyszła na wody kanału La Manche, zajmując pozycje między Hawrem a Portsmouth; wobec stwierdzenia braku okrętów Kaiserliche Marine 4 sierpnia jednostki powróciły do Cherbourga, zmienione przez okręty 3. Flotylli. Po przystąpieniu do wojny Wielkiej Brytanii 1. i 3. Flotylla okrętów podwodnych rozpoczęła patrole w zachodniej części kanału La Manche. Sukcesy odnoszone na lądzie przez Niemców spowodowały przesunięcie od września wszystkich flotylli okrętów podwodnych na wschodnią część La Manche. Na prośbę Brytyjczyków dwa dywizjony 1. Flotylli (w składzie: „Ventôse”, „Watt”, „Prairial”, „Fructidor”, „Floréal” i „Germinal” oraz niszczyciele „Sabre” i „Francisque”) zostały przesunięte do obrony Portsmouth, a „Pluviôse”, „Giffard” i „Berthelot” nadal prowadziły żmudną służbę patrolową na wodach La Manche.
19 października w związku z sygnałami o możliwym rozpoczęciu przez Niemców ofensywnych działań na Morzu Północnym, „Pluviôse”, „Archimède” i „Floréal” wraz z niszczycielem „Épée” zostały przebazowane do Calais i Dunkierki w celu wzmocnienia 2. Flotylli okrętów podwodnych. Na przełomie 1914 i 1915 roku na okrętach zamontowano żyrokompas firmy Sperry. Przez cały 1915 rok jednostki typu Pluviôse nadal prowadziły służbę patrolową na wodach Kanału. Na początku września 1915 roku dywizjon okrętów podwodnych w składzie: „Floréal”, „Watt” i „Berthelot” wraz z niszczycielem „Francisque” przerzucony został do La Rochelle, by prowadzić operacje przeciw U-Bootom; od 22 września te zadania realizował z bazy w Breście. 16 listopada 1916 roku 2 Lekka Eskadra została rozformowana, a okręty typu Pluviôse wraz z jednostkami typu Sirène zostały przyporządkowane do 1. Flotylli okrętów podwodnych w Cherbourgu. Nie zmieniły się natomiast zadania, które nadal obejmowały defensywne patrole przeciw U-Bootom przeprowadzane w okolicach własnych baz. W 1917 roku przerzucony do La Rochelle „Germinal” prowadził wspólne operacje ze statkami-pułapkami przeciw wrogim okrętom podwodnym, stosując brytyjską taktykę holowania zanurzonego okrętu podwodnego przez statek-pułapkę. Również „Ventôse”, „Floréal” i „Giffard” zostały przebazowane na Morze Śródziemne.
W nocy 29 kwietnia 1918 roku „Prairial” wyszedł z Hawru w eskorcie ścigacza okrętów podwodnych C-11 na kolejną misję przeciw wrogim okrętom podwodnym i o godzinie 3:48 został staranowany przez brytyjski parowiec „Tropic”. Towarzyszący parowcowi niszczyciel HMS „Scott” zdołał uratować jedynie siedmiu członków załogi okrętu podwodnego – pozostałych 19 zginęło, w tym dowódca, kpt. mar. Le Moullec.

#### Morze Śródziemne
W momencie wybuchu wojny jednostki 1. Flotylli okrętów podwodnych w Tulonie przechodziły bieżące remonty i serwis mechanizmów okrętowych (m.in. oczyszczano podwodne części kadłubów). Po ich zakończeniu okręty typu Pluviôse otrzymały zadanie obrony swojej bazy w Tulonie, a 2. Flotylla (składająca się z jednostek typu Brumaire) została skierowana do działań ofensywnych u wybrzeży Austro-Węgier. Wobec problemów technicznych nękających okręty typu Brumaire do działań u wybrzeży nieprzyjaciela musiały przystąpić także jednostki typu Pluviôse, które zostały przerzucone na Maltę. Okręty naprzemiennie wychodziły na holu niszczyciela na Morze Adriatyckie, prowadząc patrole pod bazami przeciwnika.
Pod koniec roku 1914 okręty zostały wyposażone w relingi przeciwminowe. Od schyłku marca do końca kwietnia „Ampère”, „Cugnot”, „Fresnel” i „Gay-Lussac” brały udział w rejsach patrolowych w rejonie wyspy Vis, jednak nie odniosły żadnego sukcesu. Jednostki typu Pluviôse prowadziły naprzemiennie z Malty żmudne i bezowocne patrole pod Cattaro do maja 1915 roku, kiedy to do wojny po stronie Ententy przystąpiły Włochy. 24 maja „Messidor”, „Ampère”, „Cugnot”, „Fresnel” i „Monge” w eskorcie dwóch niszczycieli wyszły z Malty i udały się do Brindisi, tworząc tam razem z dwoma dywizjonami niszczycieli oraz brytyjskimi okrętami podwodnymi Samodzielną Flotyllę, która miała podlegać włoskiemu dowództwu. Wkrótce do flotylli w Brindisi dołączyły „Gay-Lussac” i „Papin”, przez co cała francuska 1. Flotylla znalazła się na Adriatyku. Zadaniem francuskich okrętów była obrona podejść do bazy, stałe patrolowanie Zatoki Kotorskiej i ochrona większych jednostek Regia Marina.
9 września 1915 roku przebywający na patrolu w pobliżu wysp Pelagosa „Papin” napotkał zespół austro-węgierskich okrętów składający się z krążownika typu Novara i trzech torpedowców. Około 15:00 okręt podwodny wystrzelił w kierunku płynących z prędkością 14 węzłów okrętów trzy torpedy, a których jedna trafiła w torpedowiec SM Tb 51T. W wyniku eksplozji okręt przełamał się na wysokości dziobowej kotłowni na dwie części: dziobowa zatonęła, a rufowa została odholowana do bazy w Sebenico przez torpedowiec SM Tb 56T (na jej bazie SM Tb 51T został później odbudowany). W trzecim kwartale 1915 roku na okrętach zamontowano działo pokładowe kalibru 37 mm. Jednostki nadal przeprowadzały bezowocne rejsy dozorowe pod portami Cattaro i Pola, które spotykały się coraz częściej z przeciwdziałaniem sił lotniczych i morskich przeciwnika. Operacje przeplatane były przeprowadzanymi w Tarencie okresowymi remontami i oczyszczaniem podwodnej części kadłubów.
5 grudnia 1915 roku dowodzony przez kpt. mar. Jouena „Fresnel” wszedł w trakcie odpływu na mieliznę w pobliżu albańskiego portu San Giovanni di Medua, a podczas próby oswobodzenia został wykryty przez dwa austro-węgierskie torpedowce i samolot. Gdy rankiem w pobliżu pojawił się niszczyciel SMS „Warasdiner”, kpt. Jouen wydał rozkaz opuszczenia i samozatopienia jednostki, przedostając się wraz z załogą na pobliską skalistą wysepkę. Wobec odmowy kapitulacji „Warasdiner” i samolot otworzyły ogień z karabinów maszynowych i broni strzeleckiej na pozycje uzbrojonych w broń ręczną znajdujących się na lądzie podwodniaków, a z artylerii w kierunku na wpół zatopionego okrętu podwodnego. Ostatecznie licząca 26 osób załoga „Fresnela” poddała się i trafiła do niewoli, mając dwóch rannych, a okręt został zniszczony ogniem artyleryjskim austro-węgierskiego niszczyciela .
29 grudnia 1915 roku dowodzony przez kpt. mar. Rolanda Morillota „Monge” został pod Cattaro staranowany przez krążownik SMS „Helgoland”, płynący w eskorcie pięciu niszczycieli typu Tátra. Uszkodzony okręt podwodny opadł z przegłębieniem na dziób na głębokość 60 metrów, a po zwolnieniu awaryjnego balastu (ołowianej stępki) wynurzył się i dostał się pod ostrzał artyleryjski, m.in. z niszczyciela „Balaton”. Gdy jeden z pocisków przebił kadłub sztywny, kpt. Morillot wydał rozkaz opuszczenia jednostki, sam pozostając na jej pokładzie i tonąc wraz z okrętem. Pozostała część załogi licząca 25 osób została podjęta przez austro-węgierskie okręty i trafiła do niewoli.
18 marca 1916 roku dowódca przebywającego w zanurzeniu nieopodal przylądka Planka (Ploče) „Ampère” zauważył dużą trzymasztową jednostkę, która okazała się później statkiem szpitalnym o nazwie „Electra”. Nie zauważając bądź ignorując oznaczenia statku okręt podwodny storpedował „Electrę”, która zatonęła na płytkich wodach po 12 minutach od trafienia (na jej pokładzie śmierć poniosły dwie osoby). Statek został później podniesiony i w grudniu 1916 roku ponownie wcielony do służby.
W ciągu 1916 roku wszystkie jednostki typu Pluviôse operujące z Brindisi przeszły kolejno remonty w macierzystej bazie w Tulonie. 4 sierpnia francuskie Ministerstwo Marynarki wydało rozkaz wycofania z Adriatyku jednostek typu Pluviôse i zastąpienie ich nowocześniejszymi, napędzanymi silnikami Diesla okrętami podwodnymi, jednak wobec nieprzygotowania tych ostatnich do prowadzenia działań ostatecznie 29 sierpnia rozkaz odpłynięcia do Gibraltaru anulowano. W październiku większość parowych okrętów podwodnych jednak wycofano z Adriatyku – w Brindisi pozostały jedynie „Cugnot” i „Gay-Lussac”.
W lutym 1917 roku „Ampère” i „Papin” zostały skierowane do Samodzielnej Flotylli okrętów podwodnych „Maroko”, zastępując w niej jednostki typu Émeraude. Oba okręty operowały na wodach Cieśniny Gibraltarskiej, prowadząc głównie działania przeciw U-Bootom (bazując m.in. w Sagres). Operacje nie przyniosły jednak żadnych sukcesów i w listopadzie 1918 roku okręty Flotylli przeszły do portów w północnej Francji, aby zapobiec powrotowi do Niemiec U-Bootów ewakuujących się z Morza Śródziemnego. W połowie 1917 roku „Berthelot”, „Cugnot” „Gay-Lussac”, „Giffard” i „Watt”, zostały przyporządkowane do nowo utworzonej 2. Flotylli okrętów podwodnych w Bizercie, której głównym zadaniem było zwalczanie niemieckich i austro-węgierskich U-Bootów, głównie w Cieśninie Sycylijskiej i u wybrzeży Algierii. 12 sierpnia jednostki 2. Flotylli przystąpiły do patrolowania wyznaczonych obszarów, prowadząc też wspólne operacje z żaglowcami występującymi w charakterze statków-pułapek. Działania okrętów 2. Flotylli nie przyniosły żadnych rezultatów.
1 sierpnia 1918 roku „Floréal” wyszedł w rejs do Tarentu w eskorcie niszczyciela „Baliste” i następnego dnia w porze nocnej zdarzył się z brytyjskim uzbrojonym parowcem HMS „Hazel”. „Baliste” wziął na hol zachowujący pływalność okręt podwodny, przyjmując na pokład 13 członków załogi, i wyruszył w kierunku Salonik, jednak „Floréal” zatonął po zdjęciu reszty załogi na pozycji 39°56′N 23°08′E/39,933333 23,133333.

### Koniec służby
Po zakończeniu działań wojennych ocalałe okręty zostały skreślone z listy floty w listopadzie i grudniu 1919 roku, po czym sprzedane w celu złomowania w latach 1921–1925.